# Tamta

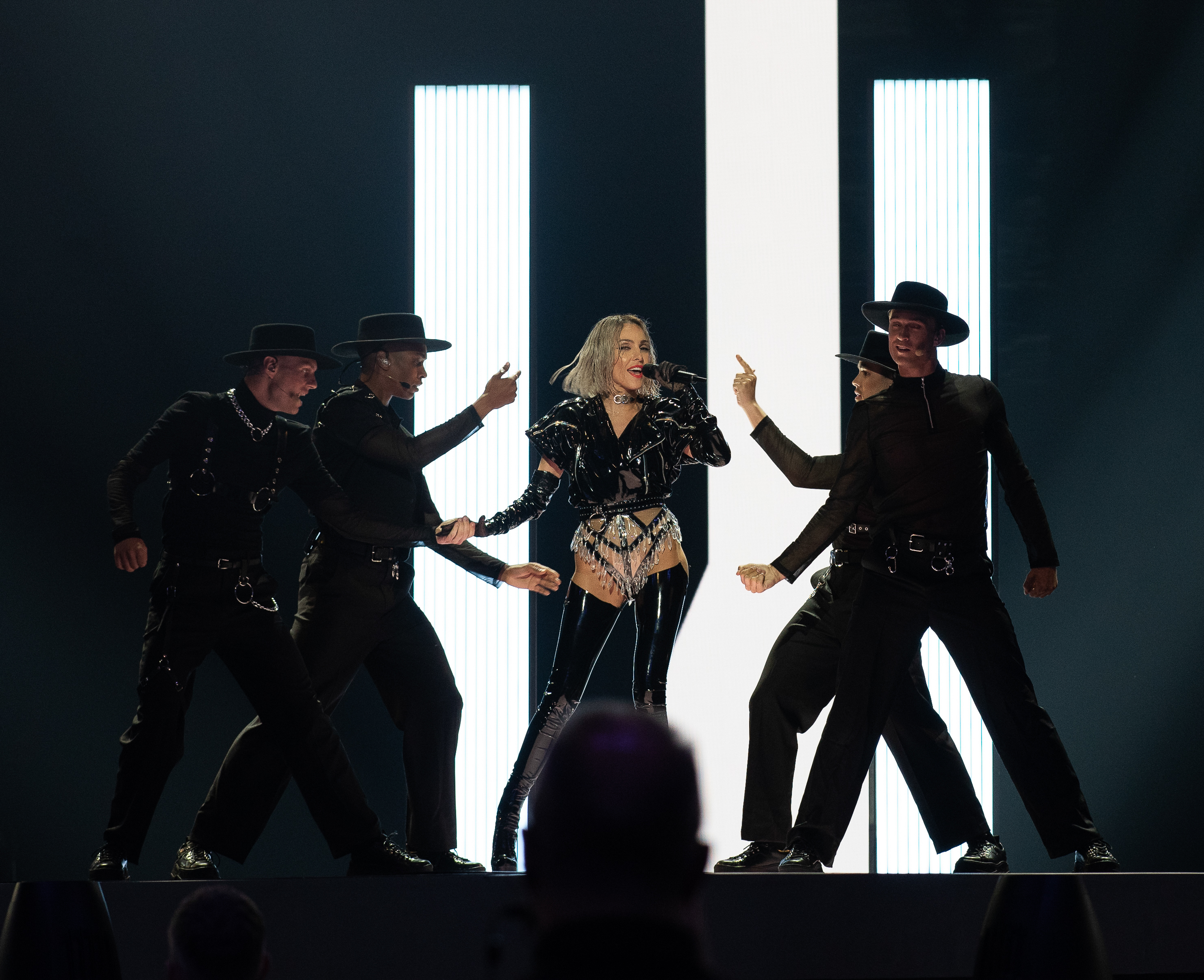
Tamta podczas występu w 64. Konkursie Piosenki Eurowizji w Tel Awiwie

Tamta Goduadze (gruz. თამთა გოდუაძე, gr. Τάμτα Γκοντουάτζε; ur. 10 stycznia 1981 w Tbilisi) – gruzińsko-grecka piosenkarka, reprezentantka Cypru w 64. Konkursie Piosenki Eurowizji (2019).

## Życiorys

### Wczesne lata
Urodziła się i wychowała w Gruzji. W wieku pięciu lat wykazała zainteresowanie się śpiewaniem. W wieku 14 lat poślubiła swojego 16-letniego chłopaka, niedługo później urodziła córkę Annie. Po urodzeniu ukończyła liceum i dostała się na Państwowy Uniwersytet Tbilisi. W wieku 20 lat przeprowadziła się do Grecji, gdzie mieszkała już jej matka i siostra.

### Kariera
W 2004 wzięła udział w przesłuchaniach do pierwszej greckiej wersji programu telewizji Mega Channel Super Idol. Dotarła do finału, w którym zajęła drugie miejsce, przegrywając ze Stawrosem Konstantinu. 14 lutego 2006 wydała swój debiutancki album studyjny, zatytułowany po prostu Tamta. W tym samym roku użyczyła głosu księżniczce Selenii w greckiej wersji językowej filmu animowanego Artur i Minimki.
W 2007 z piosenką „With Love” uczestniczyła w greckich eliminacjach do 52. Konkursu Piosenki Eurowizji. 28 lutego wystąpiła w finale selekcji i zajęła trzecie miejsce. 16 maja wydała swój drugi album, zatytułowany Agapise me.
Na początku 2009 wydała singel „Koita me”, który zapowiadał jej trzeci album studyjny, zatytułowany Tarros i Aliteia. Album został wydany 7 lipca 2010. Tytułowy singel z płyty został nagrany przez piosenkarkę w duecie z Sakisem Ruwasem. W latach 2009–2010 występowała z nim na koncertach.
W latach 2014–2015 była trenerem w pierwszej i drugiej gruzińskiej wersji formatu The X Factor. W latach 2016–2017 zasiadała na fotelu trenerskim w czwartej i piątej greckiej odsłonie formatu. W 2017 wydała swój pierwszy album kompilacyjny, zatytułowany Best of Tamta. W 2018 ponownie objęła funkcję trenera w gruzińskim X Factorze. W grudniu została ogłoszona reprezentantką Cypru z piosenką „Replay” w 64. Konkursie Piosenki Eurowizji w Tel Awiwie. 14 maja otworzyła stawkę konkursową pierwszego półfinału i z dziewiątego miejsca zakwalifikowała się do finału, który został rozegrany 18 maja. Wystąpiła w nim z jedenastym numerem startowym i zajęła trzynaste miejsce po zdobyciu 109 punktów, w tym 32 pkt. od telewidzów (20. miejsce) i 77 pkt. od jurorów (11. miejsce).

## Dyskografia

### Albumy studyjne
- Tamta (2006)
- Agapise me (2007)
- Tarros i Aliteia (2010)

### Albumy kompilacyjne
- Best of Tamta (2017)